# Fredonia (kommun)
Fredonia är en kommun i Colombia.   Den ligger i departementet Antioquía, i den centrala delen av landet, 230 km nordväst om huvudstaden Bogotá. Antalet invånare är 22 692. Arean är 247 kvadratkilometer.
Terrängen i Fredonia är bergig åt nordväst, men åt sydost är den kuperad.